# یاسین فورچون
یاسین فورچون (انگلیسی: Yassin Fortuné؛ زادهٔ ۳۰ ژانویهٔ ۱۹۹۹) بازیکن فوتبال اهل فرانسه است.
از باشگاه‌هایی که در آن بازی کرده‌است می‌توان به باشگاه فوتبال سیون و باشگاه فوتبال آرسنال اشاره کرد.
وی همچنین در تیم‌های ملی فوتبال France national under-16 football team، زیر ۱۷ سال فرانسه، و زیر ۱۸ سال فرانسه بازی کرده‌است.